# Красноярская музейная биеннале
Красноярская музейная биеннале — междисциплинарный арт-фестиваль, который проходит в Красноярске каждые 2 года. Основная площадка и организатор фестиваля — 
Красноярский музейный центр. Проект направлен на поддержку и продвижение современного искусства и является одним из крупнейших региональных мероприятий, посвященных современному искусству. Сайт биеннале — biennale.ru.

## Основная информация
Проходит с 1995 года. Первые биеннале были «музейные»: конкурс предполагал создание небольшой музейной экспозиции на свободную тему — силами конкретного музея, или с привлечением специалистов. Позже от идеи форума музейщиков отказались. Однако, пионерское внедрение формата Красноярской биеннале как площадки взаимодействия современного искусства и практик работы с наследием оказалось востребованным музеями больших и малых городов Сибири. Создавая новые проекты в различных программах, музеи получили опыт экспозиционной и коммуникационной инновации.

Каждая биеннале посвящена определенной теме и состоит из нескольких частей: экспозиционной, образовательной, музыкальной и паблик арта. На мероприятии представлено актуальное современное искусство от российских и зарубежных художников. В разные года в биеннале принимали участие художники из России, стран СНГ, Японии, Германии, Голландии, Польши, Франции, США, Великобритании и других стран. Формат экспонируемых работ ничем не ограничен. Во время проведения биеннале зрители могут ознакомиться с инсталляциями, видео-артом, паблик-артом, фотографией, живописью, скульптурой, посетить кинопоказы, лекции, театральные постановки и музыкальные концерты. Работы участников проекта оцениваются Экспертным советом биеннале, избранные работы награждаются гран-при. Помимо основного конкурса, проходит голосование за лучший проект среди посетителей биеннале и конкурс за лучшую публикацию о проекте в СМИ.

Директор биеннале до 2015 года — Михаил Шубский, с 2015 — Мария Букова. Координатор и куратор биеннале до 1999 года—Ана Глинская, с 2001 года — Сергей Ковалевский..

## Биеннале по годам

### 1993 — «0»
Сейчас принято считать, что фестиваль «Новые территории искусства» 1993 года стал своеобразной «нулевой» биенналле

### 1995 — «I»
| тема:                                  | «Прошлое и будущее в музее»                                                                         | «Прошлое и будущее в музее»                                                                         |
| время проведения:                      | 5 — 10 декабря                                                                                      | 5 — 10 декабря                                                                                      |
| количество участников:                 | Экспозиций 38, видеофильмов 38, заявленных участников 55, посетителей 3000, партнеров и спонсоров 7 | Экспозиций 38, видеофильмов 38, заявленных участников 55, посетителей 3000, партнеров и спонсоров 7 |
| члены жюри:                            | | |
| Гран-при конкурса музейных экспозиций: | Летнее стойбище оленевода                                                                           | Ю. Айваседа, Е.Айваседа, Л.Айпина \ Культурно-этнографический центр, Варьеган                       |
| Гран-при конкурса музейных экспозиций: | 501-я стройка                                                                                       | А.Моисеева, Ю.Калмыков \ Ямало-Ненецкий окружной историко-этнографический музей, Салехард           |

Первая биеннале стала своеобразным форумом музейщиков и кураторов для профессионального общения и обмена опытом и была посвящена культурологу М. Бахтину . В проекте участвовало 38 музеев. Итогом биеннале стала организация ассоциации «Открытый музей», которая объединила 70 российских музеев. Спонсором фестиваля выступил Фонд Сорос, который в то время пересматривал свою политику и начал оказывать поддержку региональным инициативам. 

### 1997 — «II»
| тема:                                                                              | «Открытый музей: Urbi et orbi»                                                                       | «Открытый музей: Urbi et orbi»                                                                       |
| время проведения:                                                                  | 27 сентября — 6 октября                                                                              | 27 сентября — 6 октября                                                                              |
| количество участников:                                                             | Экспозиций 44, видеофильмов 55, заявленных участников 80, посетителей 10000, партнеров и спонсоров 3 | Экспозиций 44, видеофильмов 55, заявленных участников 80, посетителей 10000, партнеров и спонсоров 3 |
| члены жюри:                                                                        | | |
| Первая премия и диплом победителя:                                                 | Огниво Одина                                                                                         | Государственный художественный музей, Сургут                                                         |
| Вторая премия и дипломы призёров (Специальный приз за разработку городской темы ): | Скафандр сердца                                                                                      | Музейный центр «Площадь Мира», Красноярск                                                            |
| Вторая премия и дипломы призёров (Специальный приз за разработку городской темы ): | Пески                                                                                                | Приморская краевая картинная галерея, Владивосток                                                    |
| Вторая премия и дипломы призёров (Специальный приз за разработку городской темы ): | 100 видов завода КМК                                                                                 | Художественный музей, Новокузнецк                                                                    |
| Третья премия и дипломы призёров:                                                  | Дом, который построил Джек                                                                           | «Студия Артефактум», Екатеринбург                                                                    |
| Третья премия и дипломы призёров:                                                  | Во дни начальные. Древнее святилище Усть-Полуй                                                       | Ямало-Ненецкий окружной историко-этнографический музей , Салехард                                    |
| Третья премия и дипломы призёров:                                                  | Simbolarium                                                                                          | Музейный центр «Площадь Мира», Красноярск                                                            |
| Специальные дипломы:                                                               | | |
| За профессиональное и человеческое участие в судьбе малого народа:                 | Пихтинские голлендры. Прошлое. Настоящее. Будущее                                                    | Районный краеведческий музей, п. Залари, Иркутская область                                           |
| За создание экспозиционной среды особого качества:                                 | Соломенная шляпка                                                                                    | Краеведческий музей, Тольятти                                                                        |
| За успешные поиски в области музейной стилистики:                                  | Город воздушных фрегатов                                                                             | Городской музей «Искусство Омска», Омск.                                                             |

Концепция второй Красноярской музейной биеннале — это открытость городу и миру. На фасаде музея появляется инсталляция в виде пары распахнутых глаз. Во второй биеннале принимают участие уже 50 музеев. Проект получает международное признание и ему присуждается специальный переходящий Приз Совета Европы «За вклад в развитие европейской идеи» — бронзовая скульптура «Женщина с прекрасной грудью» художника Хуано Миро. Позже этому событию была посвящена выставка «Миро в Сибири».

### 1999 — «III»
| тема:                                            | «Музеи мира — на площади Мира» | «Музеи мира — на площади Мира» |
| время проведения:                                | 12 — 17 сентября | 12 — 17 сентября |
| количество участников:                           | Экспозиций 64, «музейных открыток» 21, студенческих проектов 12, видеофильмов 31, изданий 44, заявленных участников 85, посетителей 19000, партнеров и спонсоров 10 | Экспозиций 64, «музейных открыток» 21, студенческих проектов 12, видеофильмов 31, изданий 44, заявленных участников 85, посетителей 19000, партнеров и спонсоров 10 |
| члены жюри:                                      | | |
| Гран-при конкурса музейных экспозиций:           | Приманка | В.Попова, О.Кулеш, Ю.Гревцов \ Музейно-выставочный центр, Железногорск, Красноярский край                                                                           |
| номинации для видео-работ:                       | | |
| экспозиционный фильм:                            | | |
| визуальная антропология — традиционная культура: | | |
| реклама:                                         | | |
| открытая зона:                                   | | |
| визитная карточка:                               | | |
| номинации для печатных изданий:                  | | |
| каталоги и альбомы:                              | | |
| периодические издания:                           | | |
| презентационные издания:                         | | |
| образовательные издания:                         | | |

Посвящена нескольким значимым культурно-историческим событиям: столетию Красноярского железнодорожного моста, который получил золотую медаль на Всемирной выставке в Париже в 1900 году, двухсотлетию А. С. Пушкина и столетию первого американского Детского музея. Фасад музея дополняется скульптурой-ртом — символом открытости. В конкурсной программе участвуют 67 экспозиций, 29 видеоработ и 54 печатных изданий из России, Польши, Италии, Швеции, Франции, Германии, Голландии.

### 2001 — «IV»
| тема:                                                                    | «Искусство памяти»                                                                                           | «Искусство памяти»                                                                                           |
| время проведения:                                                        | 5 — 9 июня                                                                                                   | 5 — 9 июня                                                                                                   |
| количество участников:                                                   | Экспозиций 76, «музейных открыток» 29, заявленных участников 77, посетителей 25000, партнеров и спонсоров 11 | Экспозиций 76, «музейных открыток» 29, заявленных участников 77, посетителей 25000, партнеров и спонсоров 11 |
| члены жюри:                                                              | | |
| Конкурс музейных экспозиций «Театр памяти XX века»                       | | |
| Гран-при конкурса музейных экспозиций:                                   | Письма из Стокгольма                                                                                         | Е. Добровинский, Москва                                                                                      |
| Первая премия:                                                           | Блики образа                                                                                                 | Государственный историко-этнографический музей-заповедник "Шушенское", пос. Шушенское, Красноярский край)    |
| Вторая премия:                                                           | Окна памяти                                                                                                  | Муниципальный музейно-выставочный центр, Зеленогорск, Красноярский край                                      |
| Вторая премия:                                                           | Дом на перекрестке дорог                                                                                     | Омский государственный историко-краеведческий музей, Омск                                                    |
| Третья премия:                                                           | Шаманский камень                                                                                             | Археологический музей, п. Подгорный, Красноярский край                                                       |
| Конкурс малых меморативных форм «Музейная открытка»                      | | |
| Первая премия:                                                           | Яблоко Ефросиньи                                                                                             | Музей истории освоения и развития Норильского промышленного района, Норильск                                 |
| Вторая премия:                                                           | Посмертные пожелания                                                                                         | К. Гайдай, Новосибирск                                                                                       |
| Третья премия:                                                           | Жизнь в рассеянном свете...                                                                                  | Галерея "Призма", КрасГАСА, Красноярск                                                                       |
| Специальные призы:                                                       | Семейный реликварий                                                                                          | Лаборатория Актуальных Культурных Инициатив, Екатеринбург                                                    |
| Специальные призы:                                                       | Передвижной музей-мышеловка современного искусства                                                           | "Новые Тупые", Тосно                                                                                         |
| Конкурс меморативных действий в городской среде «Памятники площади Мира» | | |
| Первая премия:                                                           | Кочующий дом памяти                                                                                          | Гжегож Кламан, Польша                                                                                        |
| Приз зрительских симпатий:                                               | | |
|                                                                          | Ручная память                                                                                                | етская художественная школа искусств, п. Подгорный, Красноярский край                                        |

Основная концепция — взаимодействие памяти, чувства времени, телесности, художественных практик и города. За время проведения биеннале её посетило более 35 тысяч человек.

### 2003 — «V»
| тема:                                                        | «Вымысел истории»                                                                    | «Вымысел истории»                                                                                            |
| время проведения:                                            | 5 — 8 сентября                                                                       | 5 — 8 сентября                                                                                               |
| количество участников:                                       | Экспозиций 69, заявленных участников 72, посетителей 30000, партнеров и спонсоров 18 | Экспозиций 69, заявленных участников 72, посетителей 30000, партнеров и спонсоров 18                         |
| члены жюри:                                                  | Антуан де Бари                                                                       | Антуан де Бари                                                                                               |
| Гран-при:                                                    | Клад 1169                                                                            | Сергей Баранов \ Музей имени М. А. Врубеля, Омск                                                             |
| Конкурс музейных экспозиций «Вымысел истории»                |                                                                                      | |
| Первая премия:                                               | Пояс – вселенная кочевника                                                           | Музей Бурятского научного центра СО РАН, Улан-Удэ                                                            |
| Вторая премия:                                               | Нордвик. Нереальная реальность                                                       | Музей истории освоения и развития Норильского промышленного района, Норильск                                 |
| Третья премия:                                               | Календарь палеолита                                                                  | Музей археологии, Красноярский край                                                                          |
| Специальная программа «Хрестоматия» («Реальность вымысла»):  |                                                                                      | |
| Первая премия:                                               | Камуфляж быта – тагильский поднос                                                    | Центр современной культуры УрГУ; Калининградский и Нижнитагильский филиалы ГЦСИ                              |
| Вторая премия:                                               | Охотники и привидения                                                                | Константин Батынков , Москва                                                                                 |
| Третья премия:                                               | Геополитика                                                                          | Василий Слонов, Красноярск                                                                                   |
| Специальный приз за лучший социально-терапевтический проект: | Постижение свободы: вымыслы творчества                                               | Кемеровский музей изобразительных искусств                                                                   |
| Специальный приз «Масштаб и перспектива»:                    | Река истории\истории реки                                                            | Агентство «Открытая Сибирь», Новосибирск; фонд «Объективная реальность», Москва; Красноярский музейный центр |

Тема биеннале — коллективное осмысление опыта прошлого, размышление на тему переплетения истории и настоящего, реального и воображаемого. В проекте принял участие единственный в Финляндии и за пределами России музей Ленина. Представители музея представили на биеннале работу «Что делать? Вопрос XXI века».. В рамках биеннале состоялось заседание Международного комитета по музеологии (ICOFOM) по теме: «Музей: инструмент Единства и \ или Разнообразия»  с участием 13 известнейших музеологов разных стран . 

### 2005 — «VI»
| тема:                             | «Перемещение ценностей: ценность перемещения»      | «Перемещение ценностей: ценность перемещения»                   |
| время проведения:                 | 28 июня – 25 сентября                              | 28 июня – 25 сентября                                           |
| количество участников:            |                                                    |                                                                 |
| члены жюри:                       |                                                    |                                                                 |
| Гран-при:                         | Хочешь увидеть мир – стань солдатом                | Константин Батынков, Москва                                     |
| Номинация «Художественный проект» |                                                    |                                                                 |
| Первая премия:                    | Где нефть, там девушки                             | Андрей Логвин, Москва                                           |
| Вторая премия:                    | Производственные моменты                           | Евгений Фикс, Нью-Йорк                                          |
| Третья премия:                    | Кем станешь ты? (или контрабанда ложных ценностей) | Василий Слонов, Красноярск                                      |
| Номинация «Музейный проект»       |                                                    |                                                                 |
| Первая премия:                    | УУУУУУУУУУУУУРА!                                   | Сергей Ковалевский, Музейный центр «Площадь Мира», Красноярск   |
| Вторая премия:                    | Рыба: Волжское застолье                            | Евгений Стрелков, Нижний Новгород                               |
| Третья премия:                    | Я - Гомбрович!                                     | Иоланта Поль, Литературный музей им. Мицкевича, Варшава, Польша |
| Номинация «Фотопроект»            |                                                    |                                                                 |
| Лучший:                           | Время и место                                      | Александр Сорин, Москва                                         |
| Программа «Северный завоз»        |                                                    |                                                                 |
| Лучший:                           | Минус сорок                                        | Демиденко.UK, Владивосток                                       |

Тема биеннале — размышления о важности значения музейной культуры в развитии цивилизации. На VI Красноярская музейной биеннале выставочное пространство расширяется и выходит за пределы стен музея. Художественные проекты реализуются на различных площадках города (промышленных, торговых, производственных). Главным проектом биеннале становится передвижная инсталляция «Северный завоз» — коллективная работа художников, представляющая из себя баржу на реке Енисей, груженную двадцатью контейнерами. В качестве художественного материала художниками использовались овощи, фрукты, сахар, соль, крупы и машинное масло.

### 2007 — «VII»
| тема:                  | «Чертеж Сибири           | «Чертеж Сибири                                        |
| время проведения:      | 17 – 20 сентября         | 17 – 20 сентября                                      |
| количество участников: | Музеев 14, художников 40 | Музеев 14, художников 40                              |
| члены жюри:            | Александр Боровский      | Александр Боровский                                   |
| Гран-при:              | Возвращение мечты        | Виктор Сачивко \ Этнографический музей деревни Хайдак |

Биеннале предлагает художникам обратиться в своих исследованиях к Сибири, как к источнику исторического опыта. Конкурсная программа: «Лучший музейный проект», специальная номинация жюри «За артистизм», «Лучшая работа Public-art», «Лучшая инсталляция».

### 2009 — «VIII»
- 2009 — «Даль» VIII Красноярская музейная биеннале

Биеннале снова расширяет свои экспозиционные площадки, большое внимание отводится паблик-арту. Художники Александр Константинов, Хаим Сокол, Владимир Селезнев, Анна Желудь работали над объектами на прилегающий к музею территории. Гран-при биеннале получила голландская художница Марьян Тиювен. художница работала в центре города с деревянным домом, предназначавшимся для сноса. Московский художник Леонид Тишков выполнил инсталляцию на Татышевом острове из простыней, которые он в течение месяца собирал у жителей Красноярска. Лучший паблик-арт проектом стала передвижная галерея «White Cube» художников Лукаса Пуша и Константин Скотников. Галерея находилась в кузове ЗИЛ-130, на котором художники проделали путь из Монголии до Красноярска, буквально измерив даль колесами автомобиля.
Плакат биеннале «Даль» дизайнера Владимира Чайка стал лауреатом 9-й Московской международной биеннале графического дизайна «Золотая пчела» в номинации «Графический дизайн и новые технологии».
VIII Красноярская музейная биеннале «Даль» стала лауреатом V Всероссийского ежегодного конкурса «Инновация» в номинации «Лучший региональный проект»
Программа фестиваля: Экспозиционная («Даль» — основной проект художников, «Словарь дали» — специальный проект для музеев и коллекционеров, «Станция дали» — специальный проект по созданию арт-объектов в городской среде), Образовательная («летняя школа биеннале» — специальный проект для студентов творческих специальностей, мастер-классы, лекции)

### 2011 — «IX»
- 2011 — «Во глубине» IX Красноярская музейная биеннале.

Открытие биеннале проходило на музейной площади у инсталляции «FUTURE» голландского художника Андрея Ройтера. Фестиваль открылся акцией художника Вадима Марьясова. В ходе акции художник и его коллеги пробили молотами ворота в стене из кирпичей, которую за две недели до этого построили волонтеры. В программе биеннале принимали участие художники Владимир Анзельма (инсталляция «Полезные ископаемые»), Илья Гапонов (мемориал в память погибшим кузбасским шахтерам из сгоревших ящичков для одежд), Дамир Муратов (инсталляции из бытового мусора), группа «Куда бегут собаки», Андрей Кузькин («Красноярский тюремный замок», совместная работа с заключенными СИЗО N 1), Ольга Чернышева (фотопортреты водителей рейсовых автобусов, следующих по маршруту Москва-Ростов-на-Дону или Москва-Волгоград), Леонид Тишков (объект «Частная Луна», который посетители биеннале могут взять себе на несколько дней), Виктор Сачивко и Александр Флоренский (проект "«Копии с картин известный художников»), Дмитрий Булныгин (граффити «Поверхностный взгляд», рисунки на стенах музея туалета), Матей Андраж Вогринчич (инсталляция из яичной скорлупы в церкви Параскевы Пятницы, деревня Барабаново), Анна Омелик и Дарья Воробьева (объект «Сугроб») и другие. Также на биеннале была представлена ретроспектива группы Синие носы, которую привез в Красноярск Новосибирский центр современного искусства. Международный канский видеофестиваль представил на фестивале конкурсную программу 2011 года, Винзавод — коллективную выставку молодых художников из программы «Старт», Московский дом фотографии — фотографии Натальи Павловской с пейзажами донбасских индустриальных руин.

### 2013 — «X»
- 2013 — «Любовь пространства» X Красноярская музейная биеннале

Десятая красноярская биеналле продолжает тему пространства и времени предыдущих биеннале 2009 и 2011 годов. В этот раз художникам предлагается углубиться в исследования чувственности и симпатии в контексте Сибири. В фестивале приняли участие около 40 художников из России, США, Франции, Польши, Швейцарии, Германии и Нидерландов. В событии было задействован около 15 сибирских музеев, которые привезли в Красноярск экспонаты из своих коллекций для совместной работы с современными художниками и кураторами. Для создания арт-объектов некоторые из участников отправились в экспедиции по Сибири. Фотограф Александр Гронский делал снимки в Норильске, голландский режиссёр Бен ван Лисхаут повторил маршрут норвежского полярного исследователя Фритьофа Нансена, чьему визиту в Красноярск исполнилось 100 лет в год проведения биеннале. Польский художник Роберт Кушмировский обратился к своей личной истории и посетил посёлок Унгут, где когда-то находилась в ссылке его бабушка. Петербургская художница Наталья Першина-Якиманская исследует традиции свадьбы и представления о любви сибиряков. Для этого она отправилась в село Шушенское, где состоялась свадьба Владимира Ленина и Надежды Крупской. Художница собрала у местных жителей предметы быта для создания инсталляции. Творческое объединение «ТриВА» обратилось к теме советского и организовало на биеннале фотовыставку из архивных кадров объединения, повествующих о быте Новокузнецка конца 1970-х. На музейной площади разместились объекты паблик-арта. Созданную в 2010-м году скульптуру Василия Слонова «Родина-мать» «одели» в шерстяные вещи, изготовленные интернет-клубом красноярских вязальщиц. Также в рамках биеннале Слонов создал новую скульптуру «От винта». Екатеринбургский художник Тимофей Радя создал на енисейской набережной надпись «Ты лучше космоса», которую согласно идее автора можно будет увидеть на снимках со спутника в Google maps.

### 2015 — «XI»
- 2015 — «Практики соприкасания» XI Красноярская музейная биеннале

По замыслу куратора Сергея Ковалевского, тема призвана осветить феномен сосуществования в сообществе, идею совместного бытия, практики становления другим. Полагая искусство одной из форм мышления, попробовать простроить целый ряд сюжетов возможных взаимодействий – от феномена соприкосновения к душевному волнению сообщества. Всматриваясь и вслушиваясь в истину языка, нетрудно обнаружить притягательную силу приставки «СО_», образующей множество важных понятий: со-бытие, со-чувствие, со-зерцание, со-общение, со-действие, со-присутствие, со-временность… Языковые практики превратятся на площади Мира в разные реальные пространства – микро- и макро-, старые и новые, «густые» и прозрачные, пустые и переполненные. Можно по-разному назвать то, что будет происходить – может, это микроантропология соприкасания, может – феномен сосуществования в сообществе, а может, и идея совместного бытия. В любом случае, это – практики становления другим, постоянство знакомства и узнавания.

### 2017 — «XII»
- 2017 — «Мир и міръ» XII Красноярская музейная биеннале

В год 100-летия Русской революции и 30-летия последнего музея Ленина в СССР биеннале сосредоточится на исследовании сообщества, фиксации исторически сложившихся практик сосуществования и их трансформаций. В фокусе — дореволюционный «міръ» и современный «мир», воплощенные в понятиях деревни и города, традиции и свободы, дома и вселенной. Организатор биеннале Музейный центр «Площадь Мира» снова соединит энергию современного искусства и ленинское наследие: проекты биеннале будут взаимодействовать с «Музеем революции» — обновленным в этом году ядром музея.

### 2019 — «XIII»
- 2019 — «Переговорщики» XIII Красноярская музейная биеннале

Бюджет биеннале составил около 5 млн руб. (1,4 млн выделил учредитель, 3 млн — Фонд Михаила Прохорова и около 300 000 — «Гёте-институт»). В этот раз тема биеннале была посвящена «перезапуску» и «возвращению к истокам» - «переговоры» на всевозможные темы между «Площадью Мира» и городскими сообществами – на площадке музея, во дворах, на улицах и площадях, а также в музеях края. Выставочная программа биеннале была посвящена художественному переосмыслению сибирского искусства, исследовании урбанистических проблем города, проблемах коммуникации между современным искусством и человеком, а также локальной специфике искусства. Так локальная идентичность станет ресурсом для создания произведений. Среди художников Ирина Корина (Москва), Андрей Сяйлев (Самара), Дмитрий Булныгин (Москва), Евгений Гаврилов (Новосибирск), Алена Терешко (Санкт-Петербург), Город Устинов (Ижевск) и другие. Самым масштабным выставочным проектом стала работа всемирно известного израильско-британского скульптора Цадока Бен-Давида «Люди, которых я видел, но никогда не встречал».